# Trần Thiên Trạch
Trần Thiên Trạch (tiếng Trung: 陳天澤; ? – 1379), là một tông thất hoàng gia và nhà thơ Đại Việt thời nhà Trần trong lịch sử Việt Nam.

## Cuộc đời
Trần Thiên Trạch là con trai của Thái thượng hoàng Trần Minh Tông, chưa rõ mẹ là ai. Trong thời gian Trần Minh Tông làm Thái thượng hoàng, ông không được phong tước như các anh em khác.
Tháng 4 (âl) năm Đinh Dậu (1357), sau khi Thượng hoàng mất, em trai Trần Dụ Tông phong cho ông tước Cung Tín vương.
Thời Trần Phế Đế, ông giữ chức Hữu tướng quốc.
Mùa đông tháng 10 (âl) năm Kỷ Mùi (1379), Hữu tướng quốc Cung Tín vương Trần Thiên Trạch mất.

## Tác phẩm
Theo Nam Ông mộng lục thì Cung Tín vương Thiên Trạch có tính cách thanh nhã, thích thơ họa. Tác phẩm của ông chỉ còn một bài thơ tựa Đề Phạm điện soái gia trang được chép trong Toàn Việt thi lục (có một dị bản trong Nam Ông mộng lục).

## Gia đình
Cung Tín vương Trần Thiên Trạch có ít nhất hai con trai là Trần Nguyên Uyên và Trần Hãng.

## Vinh danh
Tên của ông được đặt tên cho một con đường ở phường Lộc Vượng, thành phố Nam Định, tỉnh Nam Định.